# Генріх Стюарт, лорд Дарнлі
Генріх Стюарт (англ. Henry Stuart; 7 грудня 1545 — 10 лютого 1567) — лорд Дарнлі, герцог Олбані і Росс, король-консорт королеви Шотландії Марії Стюарт.
Генріх був сином Метью Стюарта, 4-го графа Леннокса і Маргарити Дуглас. По батьку Генріх вів своє походження від королів Шотландії з династії Стюартів, а по матері був правнуком англійського короля Генріха VII Тюдора і Єлизавети Йоркської.
В юності Генріх Стюарт проживав разом зі своєю матір'ю в Англії, але на початку 1565 р, у віці 19 років, прибув до батька до Шотландії. Високий, стрункий і витончений принц з першої зустрічі справив враження на молоду шотландську королеву Марію Стюарт. Можливо, як вважає Стефан Цвейг, він нагадав їй вишуканий французький двір, де Марія провела своє дитинство, і який так контрастував з жорсткими вдачами шотландської знаті. Як би там не було, 29 липня 1565 р відбулося весілля королеви Шотландії та лорда Дарнлі.
Цей шлюб, з одного боку, викликав різке невдоволення англійської королеви Єлизавети I, яка боялася допустити з'єднання двох найближчих претендентів на англійський престол. В помсту Єлизавета заарештувала матір Дарнлі Маргариту Дуглас і кинула її в Тауер. З іншого боку, поспішний шлюб і крах надій на зближення з Англією призвели до відставки провідних шотландських державних діячів — Джеймса Стюарта, графа Морея, і Вільяма Мейтланда, які до цього часу визначали політику країни. Повстання Морея, підняте ним наприкінці літа 1565, було, однак, швидко придушене королівськими військами.
Шлюб Генріха і Марії Стюарт виявився невдалим. Будучи досить посередньою особистістю і не володіючи задатками державного мужа, лорд Дарнлі, тим не менш, претендував на перше місце в королівстві. Розчарована Марія не бажала поступитися своєму чоловікові жодною часткою королівської влади. Поступово королева віддалялася від чоловіка, все більше покладаючись на іноземців зі своєї свити, зокрема, її особистого секретаря Давида Річчо. Роздратований Дарнлі зблизився з крайніми протестантами на чолі з графом Мортоном, незадоволеними продовженням католицьких богослужінь при дворі. В результаті склалася змова проти королеви. 9 березня 1566 змовники увірвалися в покої Марії Стюарт і на очах у вагітної королеви по-звірячому вбили її улюбленця, Давида Річчо.
Незважаючи на вбивство, змова в цілому провалилася. Марія зуміла розколоти ряди змовників і примирилася з чоловіком. У відповідь граф Мортон, обурений зрадою Дарнлі, переслав королеві документи, що підтверджували причетність принца до вбивства Річчо. Але навіть без цих доказів розрив між подружжям став доконаним фактом. Генріх оселився в Глазго і проігнорував народження свого сина, майбутнього короля Якова VI. Марія тим часом закохалася в яскравого і енергійного Джеймса Гепберна, графа Ботвелла. З'явилися чутки про наближення розлучення Марії і Генріха. Однак розлучення могло означати оголошення їхнього сина незаконним, чого не бажала допустити королева.
В результаті, до початку 1567 р склалася система змов проти лорда Дарнлі і Марії Стюарт. З одного боку, усунення Дарнлі стало головним завданням Ботвелла, що прагнув одружитися з королевою. З іншого боку, після зради своїх спільників у вбивстві Річчо, принц-консорт був ворогом Мортона і крайніх протестантів. До них примикала і група графа Морея, яка бачила в можливому вбивстві Дарнлі спосіб повалення королеви Марії. Існує також версія, що сам Дарнлі планував змову проти своєї дружини. Яка з цих груп в дійсності організувала вбивство принца, досі не встановлено. Відомо, однак, що в ніч з 9 на 10 лютого 1567 вибухнув начинений пороховими бочками будинок в Керк-о'Фільді, де зупинився Дарнлі і де він зустрічався напередодні з королевою. В саду при домі було знайдено тіло принца, мабуть, убитого при спробі втечі з палаючого будинку.
Вбивство Дарнлі, в якому народний поголос звинуватив королеву, стало першим кроком до повалення наприкінці 1567 самої Марії Стюарт.

## Родина
Дружина — Марія Стюарт
Діти:
- Яків (1566—1625) — король Англії